# Fürst-Pückler-Park Bad Muskau

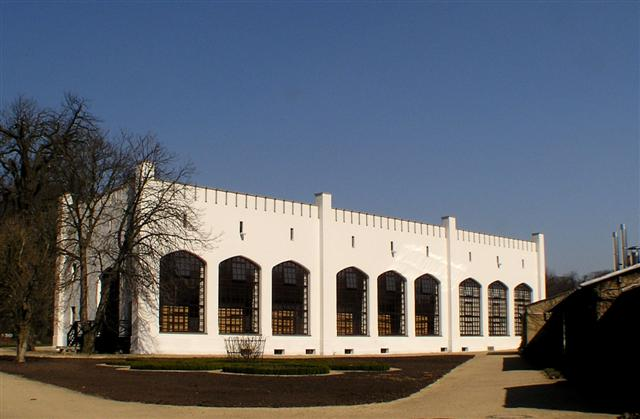
De Oranjerie

Het Fürst-Pückler-Park Bad Muskau (Pools: Park Mużakowski) in Bad Muskau in het Duits-Poolse grensgebied van de Opper-Lausitz is een landschapspark in Engelse landschapsstijl met een oppervlakte van 545 ha. Het park ligt aan weerszijden van de Lausitzer Neiße en is hierdoor sinds 1945 verdeeld in een Duits en een Pools gedeelte.
Het park werd tussen 1815 en 1844 aangelegd in opdracht van vorst Hermann von Pückler-Muskau (1785–1871) die na een reis door Engeland onder de indruk was geraakt van de Engelse landschapsstijl. Het park omringde twee kastelen: het oude slot (barok) en het nieuwe slot (renaissance).
In 1845 verkocht hij park en slot vanwege geldnood aan de graven Von Nostitz en Von Hatzfeld. De nieuwe eigenaren verkochten het een jaar later aan Prins der Nederlanden Frederik van Oranje-Nassau. Hij stelde in 1852 Eduard Petzold aan die als Parkhoofd tot 1872 de aanleg en uitbreiding van het park tot stand bracht.
Het onderhoud van de tuin liep onder de laatste eigenaren al terug, maar raakte in de tijd van de DDR in het slop. Na 1990 werd het onderhoud aan beide zijden van de grens weer opgepakt en sinds 2004 staat het park op de lijst van werelderfgoed van UNESCO.